# LY6G5B
LY6G5B (англ. Lymphocyte antigen 6 family member G5B) – білок, який кодується однойменним геном, розташованим у людей на 6-й хромосомі. Довжина поліпептидного ланцюга білка становить 201 амінокислот, а молекулярна маса — 22 572.
| 10         |  | 20         |  | 30         |  | 40         |  | 50         |
| ---------- |  | ---------- |  | ---------- |  | ---------- |  | ---------- |
| MKVHMLVGVL |  | VMVGFTVGKV |  | PVPDIRTCHF |  | CLVEDPSVGC |  | ISGSEKCTIS |
| SSSLCMVITI |  | YYDVKVRFIV |  | RGCGQYISYR |  | CQEKRNTYFA |  | EYWYQAQCCQ |
| YDYCNSWSSP |  | QLQSSLPEPH |  | DRPLALPLSD |  | SQIQWFYQAL |  | NLSLPLPNFH |
| AGTEPDGLDP |  | MVTLSLNLGL |  | SFAELRRMYL |  | FLNSSGLLVL |  | PQAGLLTPHP |
| S          |  |            |  |            |  |            |  |            |

A: Аланін

C: Цистеїн

D: Аспарагінова кислота

E: Глутамінова кислота

F: Фенілаланін

G: Гліцин

H: Гістидин

I: Ізолейцин

K: Лізин

L: Лейцин

M: Метіонін

N: Аспарагін

P: Пролін

Q: Глутамін

R: Аргінін

S: Серин

T: Треонін

V: Валін

W: Триптофан

Задіяний у такому біологічному процесі, як альтернативний сплайсинг. 
Секретований назовні.